# Молода леді у 1866 році
«Молода леді у 1866 році» (фр. Une jeune dame en 1866) — картина французького художника Едуара Мане. На полотні зображена улюблена модель художника — Вікторін Мерен у довгому рожевому негліже. Вона тримає в руці букет фіалок, а поруч з нею на підставці сидить папуга.

## Історія
Картина написана у 1866 році. У 1868 році картина виставлялась у Салоні відхилених. У 1889 році нью-йоркський колекціонер Ервін Девіс подарував картину разом з іншою роботою Мане (Хлопчик з мечем) Музею Метрополітен у Нью-Йорку, де картина зберігається досі.